# Список керівників держав 266 року
Список керівників держав 266 року — це перелік правителів країн світу 266 року
Список керівників держав 265 року — 266 рік — Список керівників держав 267 року — Список керівників держав за роками

## Європа
- Боспорська держава — цар Рескупорід V (240-276)
- Ірландія — верховний король Кормак мак Арт (226-266); Еохайд Гоннат (266-267)
- Римська імперія
  - імператор Галлієн (253-268)
    - консул Галлієн (266)
    - консул Сабінілл (266)
- Галльська імперія — Постум (260-268)

## Азія
- Близький Схід
- Гассаніди — Амр I ібн Джафна (265-270)
- Диньяваді (династія Сур'я) — раджа Патипат (245-298)
- Іберійське царство — цар Аспагур I (265-284)
- Індія
  - Царство Вакатаків — імператор Віндх'яшакті (250-270)
  - Імперія Гуптів — магараджа Шрі-Гупта (240-280)
  - Західні Кшатрапи — махакшатрап Рудрасена II (255-277)
  - Кушанська імперія — Канішка III (265-267/268)
  - Держава Чера — цар Перумкадунго (257-287)
- Китай
  - Династія Вей — імператор Цао Хуань (260-266)
  - Династія У — імператор Сунь Хао (264-280)
  - Династія Цзінь — Сима Янь (266-290)
    - шаньюй південних хунну Лю Цюйбей (260—272)
- Корея
  - Кая (племінний союз) — ван Мапхум (259-291)
  - Когурьо — тхеван (король) Чунчхон (248-270)
  - Пекче — король Коі (234-286)
  - Сілла — ісагим (король) Мічху (261-284)
- Паган — король Хті Мін Ін (242-299)
- Персія
  - Бактрія і Гандхара — кушаншах Гормізд I (265-295)
  - Держава Сасанідів — шахіншах Шапур I (241-272)
- Сипау (Онг Паун) — Со Вай Па (257-309)
- плем'я табгачів — вождь Тоба Лівей (219-277)
- Ліньї — Фам Хунг (220—284)
- Японія — імператриця Дзінґу (201-269)
- Пальмірське царство — Оденат (260-267)

## Африка
- Царство Куш — цар Текерідеамані II (246-266); Тамелердеамані (266-286)
  - Африка — Секст Кокцей Аніцій Фауст Паулін (між 265 й 268)
  - Єгипет — Куссоній (266)